# Eleccions a Corts d'Aragó de 1999
Les Eleccions a les Corts d'Aragó es van celebrar el 19 d'abril de 1999. Van ser les cinquenes eleccions democràtiques autómicas des del restabliment de la democrácia. El vencedor va ser el popular Santiago Lanzuela però un pacte entre els socialistes (2a força més votada) i el PAR (3a força més votada) va permetre que Marcelino Iglesias Ricou fos triat com a president d'Aragó per primera vegada. Els altres partits que van obtenir representació parlamentària foren: Partit Popular d'Aragó, Chunta Aragonesista, Partido Aragonés i Esquerra Unida d'Aragó.

## Dades generals
- Cens electoral: 999.828 (sobre una població d'1.186.849).
- Taules:
- Abstenció: 344.884 (34,49%)
- Votants: 654.944 (65,51%) 
  - Vàlids: 712.844 
    - Candidatures: 650.276
    - En blanc: 13.617

  - Nuls: 4.668

## Circumscripcions electorals
Les circumscripcions electorals corresponen a cadascuna de les tres províncies: 
- Osca - 18 parlamentaris.
- Terol - 14 parlamentaris.
- Saragossa - 35 parlamentaris.

## Candidatures
- Per la província d'Osca: 
  - Partit Popular d'Aragó (PP)
  - Els Verds-SOS Naturalesa (LV-SOS)
  - Partido Aragonés (PARELL)
  - Partit Humanista (PH)
  - Partit Socialista Obrer Espanyol d'Aragó (PSOE)
  - Esquerra Unida d'Aragó (IU)
  - Chunta Aragonesista (CHA)
  - ARTA
- Per la província de Terol: 
  - Partit Popular d'Aragó (PP)
  - Partit Socialista Obrer Espanyol d'Aragó (PSOE)
  - Partido Aragonès (PAR)
  - Chunta Aragonesista (CHA) *
- Esquerra Unida d'Aragó (IU) 
  - Partit Humanista (PH)
- Per la província de Saragossa: 
  - Partit Popular d'Aragó (PP)
  - Els Verds - SOS Naturalesa (LV-SOS)
  - Partido Aragonès (PARELL)
  - Partit Socialista Obrer Espanyol d'Aragó (PSOE)
  - Esquerra Unida d'Aragó (IU)
  - Partit Humanista (PH)
  - Chunta Aragonesista (CHA)

## Resultats

### Grups amb representació parlamentària
- Partit Popular d'Aragó - 28 escons (248.781 vots).
- Partit Socialista Obrer Espanyol d'Aragó - 23 escons (199.620 vots).
- Partido Aragonés - 10 escons (86.246 vots).
- Chunta Aragonesista - 5 escons (72.129 vots).
- Esquerra Unida d'Aragó - 1 escó (24.805 vots).

### Grups sense representació parlamentària
- Els Verds-SOS Naturalesa: 3.627 vots.
- Partit Humanista: 1.101 vots.
- ARTA: 350 vots.